# گورستان سرکمر
قبرستان سرکمر مربوط به سده‌های میانه و متاخر دوران‌های تاریخی پس از اسلام است و در شهرستان هرسین، بخش مرکزی، دهستان چشمه کبود، ۱/۵ کیلومتری شمال روستای پاسار واقع شده و این اثر در تاریخ ۲۶ اسفند ۱۳۸۷ با شمارهٔ ثبت ۲۵۶۸۷ به‌عنوان یکی از آثار ملی ایران به ثبت رسیده است.